# Medina Spirit
Medina Spirit, född 5 april 2018, död 6 december 2021, var ett engelskt fullblod, mest känd för att ha segrat i 2021 års upplaga av Kentucky Derby under mystiska omständigheter, och sedan diskvalificerats. Han tränades under tävlingskarriären av Bob Baffert och reds oftast av John Velazquez.

## Karriär
Medina Spirit började tävlade i december 2020 och sprang under tävlingskarriären in ca 3,5 miljoner dollar på 10 starter, varav 5 segrar, 4 andraplatser och 1 tredjeplats. Han tog sin största seger i Kentucky Derby (2021) men diskvalificerades efteråt.
Han kvalificerade sig till Kentucky Derby genom att segra i Robert B. Lewis Stakes, samt att komma på andraplats i både San Felipe Stakes och Santa Anita Derby. Efter Kentucky Derby kom han även på tredjeplats i Preakness Stakes och segrade i Shared Belief Stakes.

### Kentucky Derby
I Kentucky Derby reds han av jockeyn John Velazquez, som tog sin fjärde seger i löpet, och hans tränare Bob Baffert tog sin sjunde seger.
Medina Spirits seger i Kentucky Derby blev ifrågasatt, då hästen testat positivt för den antiinflammatoriska steroiden betametason efter löpet. Den tillåtna nivån av betametason i kroppen får vara 10 picogram per milliliter blod, medan Medina Spirits nivåer uppmättes till 21 picogram.
Kort därefter stängde Churchill Downs av Baffert från banan under ett halvår, i väntan på utredningens resultat. Även NYTA, New York Trotting Association, stängde av Baffert under utredningen, vilket innebar att Medina Spirit miste chansen att segra i Triple Crown-loppet Belmont Stakes.
Den 1 februari 2022 meddelades det att Medina Spirit diskvalificerades, och segern istället gick till Mandaloun.

### Död
Medina Spirit föll ihop och avled på Santa Anita Park under ett träningspass under fem furlongs, den 6 december 2021. Hans jockey klarade sig dock oskadd. Medina Spirits preliminära dödsorsak var en hjärtinfarkt. Tränare Bob Baffert meddelade i ett uttalande att han var "förkrossad" över Medina Spirits död, och beskrev hästen som en familjemedlem. Medina Spirits död kom också dagar efter att Bafferts advokat Craig Robertson offentligt erkände att betametasonsubstansen som han injicerats med under Kentucky Derby 2021 inte reglerats av Kentuckys delstatsregler, men hävdade att den användes för att behandla Medina Spirits hudtillstånd och inte för prestandaförbättring. Hans kropp kommer att genomgå "en fullständig och omfattande obduktion, inklusive toxikologi, kriminalteknik och vävnadsprovtagning," vid University of California, Davis.

## Statistik
| #  | Datum            | Löp                    | Bana              | Grupp  | Distans        | Plac.  | Tid     | Jockey         | Ref.   |
| -- | ---------------- | ---------------------- | ----------------- | ------ | -------------- | ------ | ------- | -------------- | ------ |
| 1  | 11 december 2020 | Maiden Special Weight  | Los Alamitos      |        | 5 1⁄2 furlongs | 1      | 1:02.93 | Abel Cedillo   | [ 13 ] |
| 2  | 2 januari 2021   | Sham Stakes            | Santa Anita Park  | III    | 1 mile         | 2      | 1:36.63 | Abel Cedillo   | [ 14 ] |
| 3  | 30 januari 2021  | Robert B. Lewis Stakes | Santa Anita Park  | III    | 1 ⁄16 miles    | 1      | 1:36.63 | Abel Cedillo   | [ 15 ] |
| 4  | 6 mars 2021      | San Felipe Stakes      | Santa Anita Park  | II     | 1 ⁄16 miles    | 2      | 1:42.18 | John Velazquez | [ 16 ] |
| 5  | 3 april 2021     | Santa Anita Derby      | Santa Anita Park  | I      | 1 ⁄8 miles     | 2      | 1:49.17 | John Velazquez | [ 17 ] |
| 6  | 1 maj 2021       | Kentucky Derby         | Churchill Downs   | I      | 1 ⁄4 miles     | 1 (DQ) | 2:01.02 | John Velazquez | [ 18 ] |
| 7  | 15 maj 2021      | Preakness Stakes       | Pimlico           | I      | 1 3⁄16 miles   | 3      | 1:53.62 | John Velazquez | [ 19 ] |
| 8  | 29 augusti 2021  | Shared Belief Stakes   | Del Mar Racetrack | Listed | 1 mile         | 1      | 1:37.29 | John Velazquez | [ 20 ] |
| 9  | 3 oktober 2021   | Awesome Again Stakes   | Santa Anita Park  | I      | 1 ⁄8 miles     | 1      | 1:49.67 | John Velazquez | [ 21 ] |
| 10 | 6 november 2021  | Breeders' Cup Classic  | Del Mar Racetrack | I      | 1 ⁄4 miles     | 2      | 1:59.57 | John Velazquez | [ 22 ] |